# ذهاب وإياب (كرة القدم)
مواجهة الذهاب والإياب هي مواجهة تتألف من مباراتين تقام إحداهما على أرض الفريق الأول والثانية على أرض الآخر.

## الاستخدام
في كرة القدم، يُستخدم نظام الذهاب والإياب في المراحل المتأخرة من عدة منافسات دولية للأندية منها دوري أبطال أوروبا و‌كوبا ليبرتادوريس. كما يُستخدم في عدة منافسات كؤوس محلية مثل كأس إيطاليا و‌كأس ملك إسبانيا.

## كسر التعادل
في حال انتهت المباراتان بالتعادل في النتيجة الإجمالية، فإنه توجد طرق عديدة لكسر التعادل. أحد هذه الطرق هو قانون الأهداف خارج الديار الذي يتقدم بموجبه الفريق الذي سجل أكبر عدد من الأهداف على أرض خصمه. وفي حال لم يُؤخذ بهذا القانون، أو في حال تعادل الفريقين في عدد الأهداف خارج الديار، فإنه قد يُلجأ إلى لعب الوقت الإضافي ثم ركلات الترجيح إن لزم الأمر.
وكانت البطولات الأوروبية للأندية سابقًا تلجأ إلى إعادة المواجهة في حال انتهت بالتعادل في النتيجة الإجمالية، وذلك على الملعب الذي أقيمت عليه مباراة الإياب أو على ملعب محايد.